# Anton Bitežnik
Anton Bitežnik, slovenski kipar, * 31. januar 1869, Gorica, † 27. september 1949, Gorica.

## Življenje in delo
Rodil se je v družini goriškega kamnoseka Blaža Bitežnika. V rojstnem kraju je obiskoval ljudsko in srednjo šolo. Nato je študiral kiparstvo na Akademiji lepih umetnosti v Benetkah. Izdelal je kip baronu Andreju Čehovinu (odkrit 14. avgusta 1898 v Čehovinovem rojstnem kraju). Pozneje se je udeležil natečaja za osnutek Prešernovega spomenika v Ljubljani, za kar je prejel častno priznanje. Izdelal je še nagrobnik Simonu Gregorčiču na pokopališču pri cerkvi Sv. Lovrenca nad Libušnjim, ki je po splošnem mnenju njegovo najboljše delo. Ta bas-relief (nizki, ploski relief, pri katerem so podobe le nekoliko vzdignjene nad podlago) je narejen iz karakskega marmorja in sestavljen iz treh delov. Znan pa je tudi njegov doprsni kip z naslovom sirota. Največ pa se je Bitežnik ukvarjal z malo, predvsem nagrobno plastiko.